# Van Gelder Studio
Van Gelder Studio — студія звукозапису в Інглвуд-Кліффс, штат Нью-Джерсі (США). Заснована у 1959 році інженером Руді Ван Гелдером для запису альбомів джазових лейблів Verve, Blue Note, Prestige, Impulse! and CTI.
З 1952 року студія розташовувалась у будинку батьків Ван Гелдера у Гекенсеку (Нью-Джерсі), а в 1959 році переїхала у нову будівлю в Інглвуд-Кліффс. З 1953 року Ван Гелдер робив записи одного з провідних джазових лейблів тих років — Blue Note (ним були записані майже усі випущені альбоми лейблу).
Фактично Ван Гелдер створив стандарт запису акустичного джазу різних напрямків, в основному хард-бопу і соул-джазу, тобто основних джазових напрямків 1950-60-х років. На студії Ван Гелдера записувались такі музиканти, як Бад Пауелл, Телоніус Монк, Тедд Демерон, Вінтон Келлі, Горас Сільвер, Фетс Наварро, Говард Макгі, Кліффорд Браун, Лі Морган, Фредді Габбард, Декстер Гордон, Генк Моблі, Джеккі Маклін, Сонні Гріффін, Кенні Баррон, Кліффорд Джордан, Арт Блейкі та інші.